# Paranotothenia
Paranotothenia – rodzaj ryb z rodziny nototeniowatych (Nototheniidae).

## Klasyfikacja
Gatunki zaliczane do tego rodzaju:
- Paranotothenia dewitti
- Paranotothenia magellanica – nototenia złotosmuga[3]
- Paranotothenia trigramma